# Lignereuil
Lignereuil település Franciaországban, Pas-de-Calais megyében. Lakosainak száma 140 fő (2022. január 1.). Lignereuil Ambrines, Beaufort-Blavincourt, Denier, Givenchy-le-Noble és Manin községekkel határos.

## Népesség
A település népességének változása:
| Lakosok száma | 146  | 139  | 136  | 137  | 139  | 141  | 141  | 140  | 140  |
|               | 2013 | 2015 | 2016 | 2017 | 2018 | 2019 | 2020 | 2021 | 2022 |